# Vrbno nad Lesy
Vrbno nad Lesy är en ort i Tjeckien.   Den ligger i regionen Ústí nad Labem, i den nordvästra delen av landet, 40 km nordväst om huvudstaden Prag. Vrbno nad Lesy ligger 335 meter över havet och antalet invånare är 142.
Terrängen runt Vrbno nad Lesy är platt västerut, men österut är den kuperad. Runt Vrbno nad Lesy är det ganska glesbefolkat, med 38 invånare per kvadratkilometer. Närmaste större samhälle är Louny, 8,7 km väster om Vrbno nad Lesy. Trakten runt Vrbno nad Lesy består till största delen av jordbruksmark.